# Éva Angyal
Éva Angyal   (Keszthely i Budapest, 18 d'abril de 1955) és una exjugadora d'handbol hongaresa que va competir entre les dècades de 1970 i 1990.
El 1976 va prendre part en els Jocs Olímpics de Mont-real, on guanyà la medalla de bronze en la competició d'handbol. Quatre anys més tard, als Jocs de Moscou, fou quarta en la mateixa competició.
En el seu palmarès també destaquen tres medalles al Campionat del món d'handbol, de bronze el 1975 i 1978, i de plata el 1982. Durant la seva carrera esportiva jugà un total de 242 partits amb la selecció nacional.
A nivell de clubs jugà al Vasas SC (1970-1984), Borsod Miner (1985-1987) i Hypo (1988-1989), Bp. Spartacus (1989-1991) i novament al Vasas SC, on finalitzà la seva carrera esportiva. Durant aquests anys guanyà tretze edicions de la lliga hongaresa; una lliga austríaca(1989); i dues Copes d'Europa (1982 i 1989).